# Adhisaya Manithan
Adhisaya Manithan er en indisk film fra 1990 af Velu Prabhakaran.

## Medvirkende
- Nizhalgal Ravi som Ravi
- Ajay Rathnam som John
- Gautami som Ganga
- Chitra som Kousalya
- Kovai Sarala som Urmila
- Chinni Jayanth som Majunu
- Kapil Dev som Gupta
- Kuyili som Lynda